# محمد عادل (حكم)
محمد عادل حكم كرة قدم مصري، يشارك حاليًا في الدوري المصري الممتاز.